# Damernas bom i gymnastik vid olympiska sommarspelen 1972
Damernas bom i gymnastik vid olympiska sommarspelen 1972 avgjordes den 27-31 augusti i Olympiahalle, München.

## Medaljörer
| Gren         | Guld                      | Silver                          | Brons                  |
| Damernas bom | Olga Korbut Sovjetunionen | Tamara Lazakovitj Sovjetunionen | Karin Janz Östtyskland |

## Resultat

### Final
| Placering | Gymnast                   | C     | O     | Kval  | Final | Totalt |
| --------- | ------------------------- | ----- | ----- | ----- | ----- | ------ |
|           | Olga Korbut (URS)         | 9,250 | 9,750 | 9,500 | 9,900 | 19,400 |
|           | Tamara Lazakovitj (URS)   | 9,400 | 9,750 | 9,575 | 9,800 | 19,375 |
|           | Karin Janz (GDR)          | 9,350 | 9,500 | 9,425 | 9,550 | 18,975 |
| 4         | Monika Csaszar (HUN)      | 9,250 | 9,400 | 9,325 | 9,600 | 18,925 |
| 5         | Ludmilla Turistjeva (URS) | 9,050 | 9,750 | 9,400 | 9,400 | 18,800 |
| 6         | Erika Zuchold (GDR)       | 9,250 | 9,350 | 9,300 | 9,400 | 18,700 |